# غاري كروفورد
غاري كروفورد (بالإنجليزية: Gary Crawford)‏ هو متزحلق نوردي مزدوج أمريكي، ولد في 30 أغسطس 1957 في دنفر في الولايات المتحدة.

## وصلات خارجية
- غاري كروفورد على موقع أوليمبيديا (الإنجليزية)